# Хвилюйтесь, будь ласка
«Хвилюйтесь, будь ласка» — радянський двосерійний телефільм 1980 року, знятий режисерами Юхимом Березіним і Юрієм Тимошенком.

## Сюжет
Телевізійний запис вистави знаменитих гумористів-сатириків народних артистів Української РСР Юрія Тимошенко та Юхима Березіна (дует Тарапуньки та Штепселя) «Турніться, будь ласка» на сцені Палацу культури «Україна» у Києві. Де представлене життя людини від народження до старості.

## У ролях
- Юхим Березін — Штепсель
- Юрій Тимошенко — Тарапунька
- Юлія Пашковська — головна роль

## Знімальна група
- Режисери — Юхим Березін, Юрій Тимошенко
- Сценаристи — Юхим Березін, Юрій Тимошенко